# Dapidodigma
Dapidodigma is een geslacht van vlinders van de familie Lycaenidae.

## Soorten
- D. demeter Clench, 1961
- D. hymen (Fabricius, 1775)